# Cavaliers seuls
Pour plus de détails, voir Fiche technique et Distribution.
Cavaliers seuls est un documentaire réalisé par Delphine Gleize et Jean Rochefort, sorti en 2010.

## Fiche technique
- Titre : Cavaliers seuls
  - Titre de travail : Instants fragiles
- Réalisation : Delphine Gleize et Jean Rochefort
- Musique : Bruno Fontaine
- Photographie : Crystel Fournier, Richard Mercier, Pierre Cottereau
- Montage : Catherine Zins, François Quiqueré
- Son : Pierre André, Yolande Decarsin, Antoine Brochu, Claire-Anne Largeron
- Montage son : Pierre Andre
- Mixage : Olivier Goinard
- Sociétés de production : Les productions Balthazar, Flach Film, en coproduction avec : Arte France Cinema
- Société de distribution : Chrysalis Films
- Pays d'origine :  France
- Durée : 87 minutes
- Date de sortie :
  - France : 5 mai 2010

## Distribution
- Marc Bertran de Balanda : lui-même
- Edmond Jonquères d'Oriola : lui-même
- Martine Tumolo : elle-même